# Eduardo Novoa Monreal
Germán Eduardo Novoa Monreal (Tacna, Chile, 13 de diciembre de 1916-Santiago, 10 de febrero de 2006) fue un destacado abogado y académico chileno. Se desempeñó como presidente del Consejo de Defensa del Estado entre 1970 y 1972.Es reconocido por su rol como asesor jurídico del gobierno de Salvador Allende y su participación fundamental en la redacción de la ley de nacionalización del cobre en 1971. 

## Biografía
Fue el segundo de los cinco hijos del matrimonio formado por Eduardo Novoa Sepúlveda, abogado y juez, y María Teresa Monreal Lecaros (sus hermanos fueron María Teresa, Fernando, María y Jimena). 
Cursó su enseñanza media en el Liceo Alemán de Santiago.
En 1934 ingresó a la Escuela de Derecho de la Pontificia Universidad Católica de Chile; en 1938 se trasladó a la Facultad de Derecho de la Universidad de Chile donde obtuvo el grado de licenciado en Ciencias Jurídicas y Sociales con máxima distinción. Su tesis de grado se tituló Teoría del Consentimiento de la Víctima. Se recibió de abogado en 1940.

### Matrimonio y descendencia
Contrajo matrimonio con María de la Luz Aldunate Martín, con quien tuvo tres hijos: Eduardo, María de la Luz y Magdalena.
Vivió en Venezuela donde fue profesor de Doctorado de la Universidad Central de Venezuela donde contrajo matrimonio con Gladys Irureta Lanza hasta sus últimos días.

## Carrera profesional
Inició su carrera profesional, siendo todavía estudiante de derecho, en el Consejo de Defensa del Estado, donde ingresó en el último grado del escalafón en 1937, y del que fue su presidente entre 1970 y 1972. Formó un estudio jurídico, en el cual también se desempeñó su primo Ricardo Rivadeneira Monreal.
Ampliamente conocida resultó la intervención del jurista al asumir el patrocinio del gobierno alemán en la solicitud de extradición pasiva del criminal de guerra nazi Walter Rauff y que la Corte Suprema revocó aplicando la tesis de la prescripción, de conformidad a legislación nacional.
Desde 1939 hasta 1946, se desempeñó como ayudante en la cátedra de derecho civil en la Facultad de Derecho de la Universidad de Chile, siendo electo profesor extraordinario de derecho penal en 1956 hasta su exoneración en 1973, decretada por el rector designado por la junta militar. A la fecha de su muerte no fue rehabilitado en sus derechos. También fue profesor en la Facultad de Derecho de la Universidad Católica. Su libro Curso de Derecho Penal chileno sigue siendo un texto de referencia obligada.
Fue asesor jurídico del presidente Salvador Allende, y uno de los más importantes gestores y redactor del texto constitucional de la nacionalización del cobre. Fue presidente del Instituto de Ciencias Penales de Chile, entre 1959 y 1971. 

### Exilio y fallecimiento

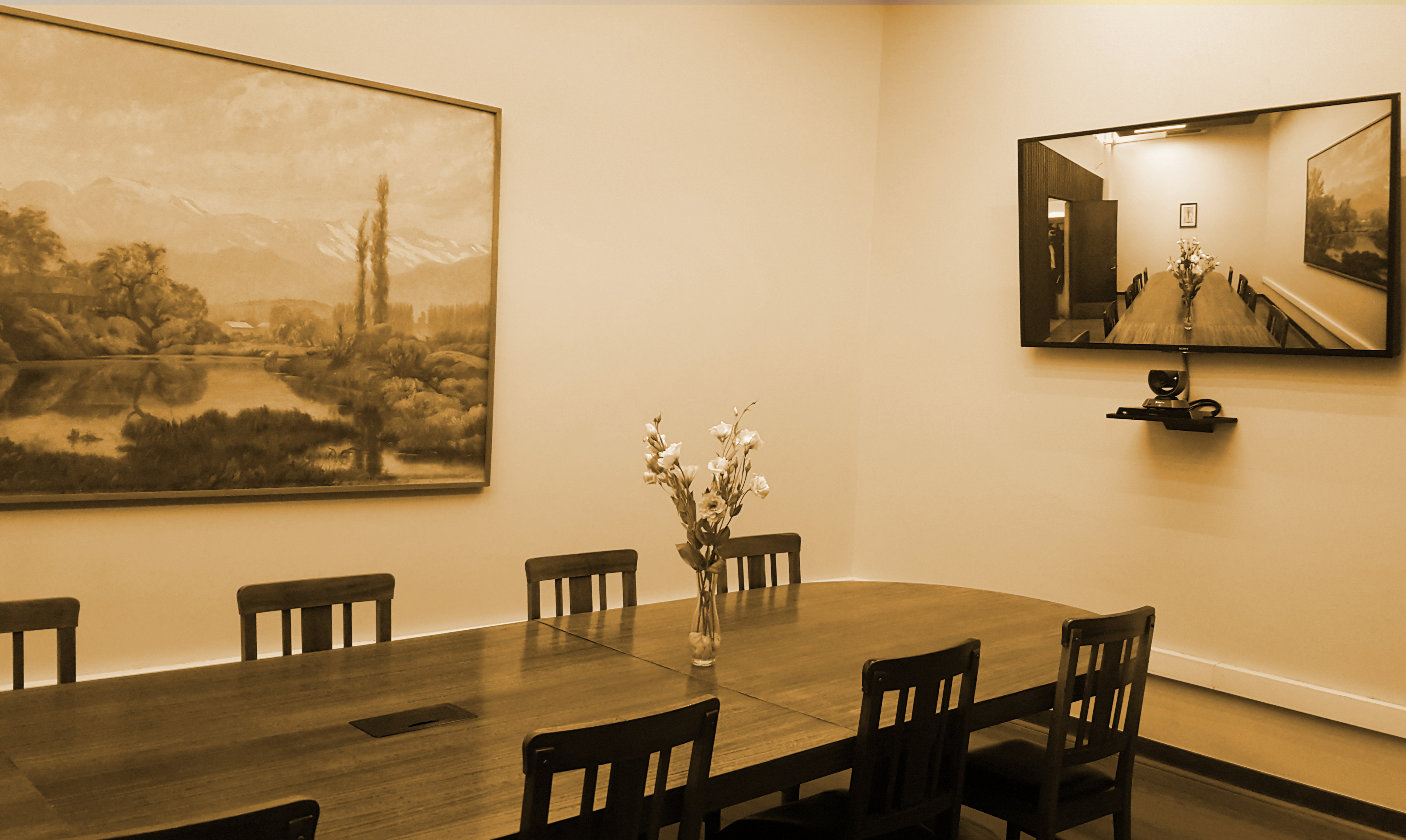
Sala "Eduardo Novoa Monreal", Facultad de Derecho, Universidad de Chile.

Después del golpe de Estado del 11 de septiembre de 1973, vivió más de 15 años en el exilio, primero en Venezuela y luego en Argentina, donde mantuvo una intensa actividad docente, académica e intelectual. Retornó en 1987 a Chile, donde vivió marginado de la cátedra y la docencia los últimos 19 años de su vida. Falleció en Santiago, el 10 de febrero de 2006.

## Homenaje
En su homenaje, la sala de reuniones de la Facultad de Derecho de la Universidad de Chile pasó a denominarse "Eduardo Novoa Monreal" en 2015. Ha sido considerado «uno de los personajes más apasionantes de la historia reciente de Chile».

## Publicaciones
- Elementos del delito, 1952
- Curso de Derecho Penal chileno, 1960
- Qué queda del Derecho Natural? (Reflexiones de un jurista cristiano), 1967
- El trasplante de corazón, 1969
- La batalla por el cobre (La nacionalización chilena del cobre), 1972
- Nacionalización y recuperación de recursos naturales ante la ley internacional, 1975
- El derecho como obstáculo al cambio social, 1975
- Defensa de las nacionalizaciones ante tribunales extranjeros, 1976
- Evolución del Derecho Penal en el presente siglo, 1978
- Universidad latinoamericana y problema social, 1978
- ¿Vía legal al socialismo?, 1978
- Derecho a la vida privada y libertad de información. Un conflicto de derechos, 1979
- La nacionalización venezolana del petróleo, 1979
- Derecho, política y democracia, 1983
- El derecho de propiedad privada (concepto, evolución y crítica), 1989
- Los resquicios legales (un ejercicio de lógica jurídica), 1992
- Una crítica al derecho tradicional. Obras escogidas, 1993
- Causalismo y finalismo en el derecho penal,1982